# 白衣蒼狗
《白衣蒼狗》是2024年上映的臺灣劇情片，由曾威量、尹又巧執導。曾威量編劇，由萬洛·隆甘迦、郭書瑋、洪瑜鴻、陸弈靜主演。電影講述一名泰國移工為養家非法在臺兼職看護，卻遭雇主欠薪引發紛爭，為求生存，移工陷入道德困境，最終迷失在艱難處境的迷霧中，是為剖析人性掙扎與生存權力故事。該片由台灣、新加坡與法國三地合拍，新加坡籍導演曾威量早在2017年就設想過創作一部以台灣移民看護與南亞族群為主題的電影，2018年底開始構思劇本，同時展開前期工作，最終於2020年初在坎城影展電影基金會駐地完成劇本，主體拍攝於2022年底至2023年在台灣中南部各地進行。
電影於2024年5月20日在第77屆坎城影展全球首映，獲得金攝影機獎特別提及。電影主體、角色及基調獲得影評人普遍好評。在第61屆金馬獎上，電影獲得七項提名，主演Wanlop Rungkumjad成為第一位提名金馬影帝的泰國演員；後於2025年台北電影獎榮獲最佳男主角，成為第一位非華人的台北電影獎影帝。

## 劇情大綱
泰國移工悟姆為養家來台工作，卻因故成為非法兼職看護。在台灣偏遠小鎮，他為無法負擔全職看護的家庭提供照護服務。儘管未受過專業訓練，悟姆對病患極具耐心與同理心，工作也很熟練，但仍無法獲得完全信任。
悟姆被指定為副手，負責監督其他看護。然而，雇主積欠薪水數週，導致人心動盪。面對同事的猜忌和指責，悟姆為自保無從訴說，一起突發醫療事故更使他陷入生存危機。
走投無路之際，悟姆投靠曾照顧過的客戶玉梅。玉梅收留了他，但隨著她健康惡化，兩人陷入互相照顧的困境。在這個善意可能引發道德爭議的地方，悟姆必須在生存和尊嚴之間做出艱難選擇。

## 演員
- 萬洛·隆甘迦（Wanlop Rungkumjad）飾 悟姆[2]（Oom）[3][4]
- 郭書瑋 飾 阿輝[3]
- 洪瑜鴻 飾 阿興[5][6]
- 陸弈靜 飾 阿梅[5]
- 阿查拉·苏萬（Atchara Suwan）飾 Mhai[7]
- 陳文彬 飾 德哥[5]

## 製片

### 開發
2017年，新加坡導演曾威量計劃拍攝一部以在臺移民看護為主題的電影。這部電影取材自導演舅舅一家的真實經歷，舅舅一家因為與緬甸家務工存在語言溝通問題，缺乏合作，讓舅舅意外中風而臥床不起。身為移居台灣的新加坡人，曾威量一直把鏡頭對準台灣南亞族群的真實處境，前後就該主題創作短片《妹妹》（Nyi Ma Lay，2017年）和VR電影《5×1-山行》（Only the Mountain Remains）；他表示自己與南亞族群經歷相似，在“強烈的社會責任感”驅動下創作這些電影。電影劇本於2018年底開始籌劃，實地調研同期展開。片名出自老子《道德經》第五章，原話為「天地不仁，以萬物為芻狗」。導演認為這句話反映了電影的主題。電影劇情也參考了導演在新加坡照顧母親的真實經歷，導演的社會觀察，以及與其他移民護工的交流。導演將劇情設置在台灣偏鄉地區，他觀察到偏鄉缺乏醫療保障資源，依賴非法移民護工；他發現，都市地區醫療保障體系完善的同時，偏鄉地區時常缺乏護工，容易變成「醫療荒漠」。
2019年底至2020年初，曾威量在坎城影展電影基金會駐地完成劇本。2020年6月，電影獲得法国国家电影中心5000歐元補助。之後導演參與杜里諾電影實驗室和Talents Tokyo，進一步打磨劇本。製片賴偉傑和陳瑭羚在項目展開前就認識曾威量，賴偉傑為劇本完善提供建議，而電影也成為陳瑭羚製片的第一部長片。電影獲得中華民國文化部、文化內容策進院、台北市電影委員會、高雄人及臺中市政府補助。

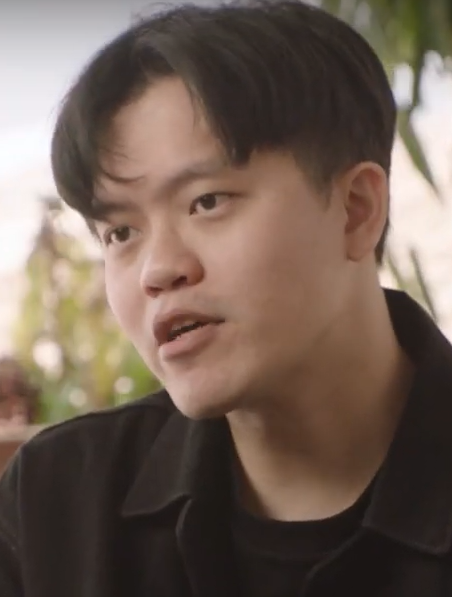
導演曾威量在第77屆坎城影展導演雙週單元接受訪問

侯孝賢和廖慶松在早期接任監製。電影計劃由台灣、新加坡和法國合拍，尹又巧擔任聯合導演。勘景、選角工作與編劇同步展開；受2019冠状病毒病疫情影響，前期製作耗時較長。泰籍演員Wanlop Rungkumjad與饒舌歌手的洪瑜鴻擔任主角，此前導演看過Wanlop的電影《永恒》（2010年），以及洪瑜鴻主演的一部短片，據此認為兩人非常適合片中的角色。Wanlop在台灣待了幾個月，為電影作準備及拍攝，期間他學習國語，與當地移工進行交流。

### 拍攝
主体拍摄於2022年深冬展開，主要在台灣偏鄉地區進行。在法國聯合製片瑪麗·杜巴斯的邀請下，米夏埃爾·卡普龍出任本片攝影指導，當時他有另一部片子在哥倫比亞首都波哥大拍攝；他讀完劇本，被片子的編劇及主題吸引，立馬接受邀約。卡普龍選用阿萊Alexa Mini攝影機拍攝，避免畫面看起來太過數位化。為了打造主角悟姆身在獄中的逼仄感，劇組用空白牆壁和一扇小窗戶打造內景；至於外景鏡頭，陽光也要盡量少，為此劇組走遍全台灣，在偏鄉、林道進行拍攝，認為當地的氣候更加符合電影的情感基調，因此這些鏡頭在海拔2000到3000米的地方拍攝，卡普龍形容拍攝過程“艱難”。劇組聘請緊急醫療技術員來扮演片中的醫護人員；2023年在南投縣拍攝的時候，劇組取景的村莊中有一名男子心臟驟停。雖然醫護人員已盡力搶救，男子還是無力回天，葬禮在拍攝結束時舉行。2023年2月，劇組在臺中市取景，取景地包括衛生福利部臺中醫院。拍攝工作於同年3月底殺青。

### 後期
電影於2024年1月參加鹿特丹影展電影市場，彼時還處在製作過程，反映片段只有前15分鐘。同年4月，法國Alpha Violet買下國際發行權。最初報道指後期工作在2024年第三季度完成，實際上提前在5月份收官。

## 發行
電影入選第77屆坎城影展導演雙週單元，2024年5月20日全球首映，之後在愛丁堡國際電影節舉行英國首映禮。電影還在墨爾本國際影展、釜山國際影展亞洲電影之窗單元、東京新作家主義影展主競賽單元、金馬國際影展亞洲電影促進聯盟獎單元首映。

## 反響
在评论汇总网站爛番茄，電影獲得7位影評人100%的新鮮度評價，平均得分7.8/10。
衛報影評人彼得·布拉德肖給出4/5星評價，認為電影是一部「陰沉、嚴肅的電影，畫面令人印象深刻」，體現了「痛苦與傷感的禪境」，主要通過主角悟姆來深刻捕捉非法移工所面臨的絕望與剝削。国际银幕的約翰·波拉（John Berra）同樣認同導演曾威量對非法移工主題的聚焦，認為電影是一次淒美但富有力量的角色研究，通過帶有道德模糊的堅定呈現，在米夏埃爾·卡普龍精心運用逼仄內景及夜間外景，以及朵妮雅·席喬夫「文獻紀錄片式剪輯」的加持下，很好地探索了非法移工面臨的困境。
Deadline Hollywood的史蒂芬妮·班伯里（Stephanie Bunbury）認為電影“絕對是一部很精彩的電影”，讚揚導演曾威量精準把控電影節奏及視覺效果，營造出科幻反烏托邦片感覺，同時罕有地在結尾處給沉重的主題增添一份「一閃而過的樂觀情緒」。《電影快車》的納姆拉塔·喬希認為電影「陰沉、嚴肅、含糊」，「在極度絕望中展現一絲優雅」，對移工進行富有挑戰性但極具人情味的探索，體現困境中角色所面臨的道德困境。
IndieWire的約什·斯拉特·威廉斯（Josh Slater-Williams）給出B級評分，評價較為苛刻。他認為電影跟蘇菲亞·柯波拉的《迷失东京》（2003年）很像，畫面、編輯和節奏讓觀眾很難完全吸收電影主題，雖然台灣偏鄉與南亞僑民所面臨的掙扎，在嚴肅而富有衝擊力的技巧加持下，仍引起大眾共鳴。Cineuropa的大衛·凱茨（David Katz）認為電影繼承了侯孝賢（也是本片的執行製片人）與楊德昌對工藝及構圖的嫻熟運用，但批評電影過分依賴「隱晦」的劇情和场面调度，導致電影過度聚焦於角色的苦痛，讓人覺得不安，同時又展現出對增加更多輕鬆元素是否破坏電影總主题與情感衝擊力的不確定。

## 獎項
| 年份 | 大獎                     | 獎項               | 提名者                           | 結果     | 參考   |
| ---- | ------------------------ | ------------------ | -------------------------------- | -------- | ------ |
| 2024 | 第77屆坎城影展           | 金攝影機獎         | 《白衣蒼狗》                     | 特別提及 | [ 33 ] |
| 2024 | 第25屆東京新作家主義影展 | 最佳影片獎         | 《白衣蒼狗》                     | 提名     | [ 27 ] |
| 2024 | 第25屆東京新作家主義影展 | 特別提及           | 《白衣蒼狗》                     | 獲獎     | [ 34 ] |
| 2024 | 2024年金馬國際影展       | 亞洲電影促進聯盟獎 | 《白衣蒼狗》                     | 提名     | [ 28 ] |
| 2024 | 第61屆金馬獎             | 最佳男主角         | Wanlop Rungkumjad（萬洛·隆甘迦） | 提名     | [ 35 ] |
| 2024 | 第61屆金馬獎             | 最佳男配角         | 洪瑜鴻                           | 提名     | [ 35 ] |
| 2024 | 第61屆金馬獎             | 最佳女配角         | 陸弈靜                           | 提名     | [ 35 ] |
| 2024 | 第61屆金馬獎             | 最佳新導演         | 曾威量、尹又巧                   | 獲獎     | [ 35 ] |
| 2024 | 第61屆金馬獎             | 最佳攝影           | Michaël Capron (米夏埃爾·卡普龍) | 提名     | [ 35 ] |
| 2024 | 第61屆金馬獎             | 最佳美術設計       | 葉子瑋                           | 提名     | [ 35 ] |
| 2024 | 第61屆金馬獎             | 最佳音效           | 高偉晏、林廷琍、陳灉             | 提名     | [ 35 ] |
| 2025 | 第17屆亞太電影獎         | 最佳攝影           | Michaël Capron (米夏埃爾·卡普龍) | 獲獎     | [ 36 ] |
| 2025 | 第27屆台北電影獎         | 最佳劇情長片       | 《白衣蒼狗》                     | 提名     |        |
| 2025 | 第27屆台北電影獎         | 最佳導演           | 曾威量、尹又巧                   | 提名     |        |
| 2025 | 第27屆台北電影獎         | 最佳男主角         | Wanlop Rungkumjad（萬洛·隆甘迦） | 獲獎     |        |
| 2025 | 第27屆台北電影獎         | 最佳男配角         | 洪瑜鴻                           | 提名     |        |
| 2025 | 第27屆台北電影獎         | 最佳女配角         | 陸弈靜                           | 提名     |        |
| 2025 | 第27屆台北電影獎         | 最佳攝影           | Michaël Capron (米夏埃爾·卡普龍) | 獲獎     |        |
| 2025 | 第27屆台北電影獎         | 最佳剪輯           | Dounia Sichov (杜妮亞．西霍夫)   | 提名     |        |
| 2025 | 第27屆台北電影獎         | 最佳美術設計       | 葉子瑋                           | 提名     |        |
| 2025 | 第27屆台北電影獎         | 最佳造型設計       | 楊以君                           | 提名     |        |
| 2025 | 第27屆台北電影獎         | 最佳聲音設計       | 高偉晏、林廷琍、陳灉             | 獲獎     |        |

|}

## 外部連結
- 法國AlloCiné影劇資料庫上《白衣蒼狗》的電影資料（法文）
- 互联网电影数据库（IMDb）上《白衣蒼狗》的资料（英文）
- Box Office Mojo上《白衣蒼狗》的資料（英文）
- 爛番茄上《白衣蒼狗》的資料（英文）
- Metacritic上《白衣蒼狗》的資料（英文）
- 豆瓣电影上《白衣蒼狗》的資料 （简体中文）
- 时光网上《白衣蒼狗》的資料（简体中文）
- 開眼電影網上《白衣蒼狗》的資料（繁體中文）